# Зірка 1939—1945
Зірка 1939—1945 (англ. 1939–1945 Star) — державна військова нагорода Великої Британії і Країн Співдружності в період Другої світової війни.
Є однією з восьми нагородних зірок періоду Другої світової війни.

## Статут
Зірка вручається військовослужбовцям, які брали участь у військових діях Другої світової війни в період з 3 вересня 1939 року по 2 вересня 1945 року. Представлений до нагороди повинен відповідати одному з критеріїв:
- брати участь у військових операціях протягом шести місяців;
- ВВС:
  - льотчики — брали участь у бойових діях протягом двох місяців,
  - наземний персонал — проходили службу протягом шести місяців;
- ВМФ:
  - військові, які проходили службу протягом шести місяців на морі в районі бойових дій,
  - торговий флот — протягом шести місяців служби в морі і вчинили один похід в зону бойових дій;

## Ступені
Зірка вручалася в одному класі, однак:
- для льотчиків, які брали участь у Битві за Британію, на стрічці нагороди містилася золота планка у вигляді геральдичної троянди;
- у 2012 році для льотчиків бомбардувальної авіації було створено відмінність у вигляді срібної геральдичної троянди, розміщеної на стрічці нагороди.

## Опис
Шестипроменева бронзова зірка висотою 44 і шириною 38 міліметрів. Промені зірки прямі, загострені, двогранні. В центрі знаходиться круглий медальйон з широкою каймою. У медальйоні королівська монограма Георга VI «GRI VI» (Georg VI Reg Imperator) коронована королівською короною. У каймі напис: «THE 1939—1945 STAR».
 Стрічка складається з трьох вертикальних рівних смуг: темно-синього, червоного і світло-блакитного кольорів.